# Station Kisaichi
Station Kisaichi  (私市駅, Kisaichi-eki) is een spoorwegstation in de Japanse stad Katano. Het wordt aangedaan door de Katano-lijn en is het eindpunt van deze lijn. Het station heeft twee sporen, gelegen aan een enkel eilandperron. 

## Treindienst

#### Katano-lijn
| 1,2 | ■ Katano-lijn | richting Hirakatashi |

## Geschiedenis
Het station werd in 1929 geopend. In 1979 werd het station vernieuwd.  

## Stationsomgeving
- Botanische tuin van de Universiteit van Osaka
- Shishikutsu-tempel

Hirakatashi · Miyanosaka · Hoshigaoka · Murano · Kōzu · Katanoshi · Kawachi-Mori · Kisaichi